# St. Georg (Hohlach)

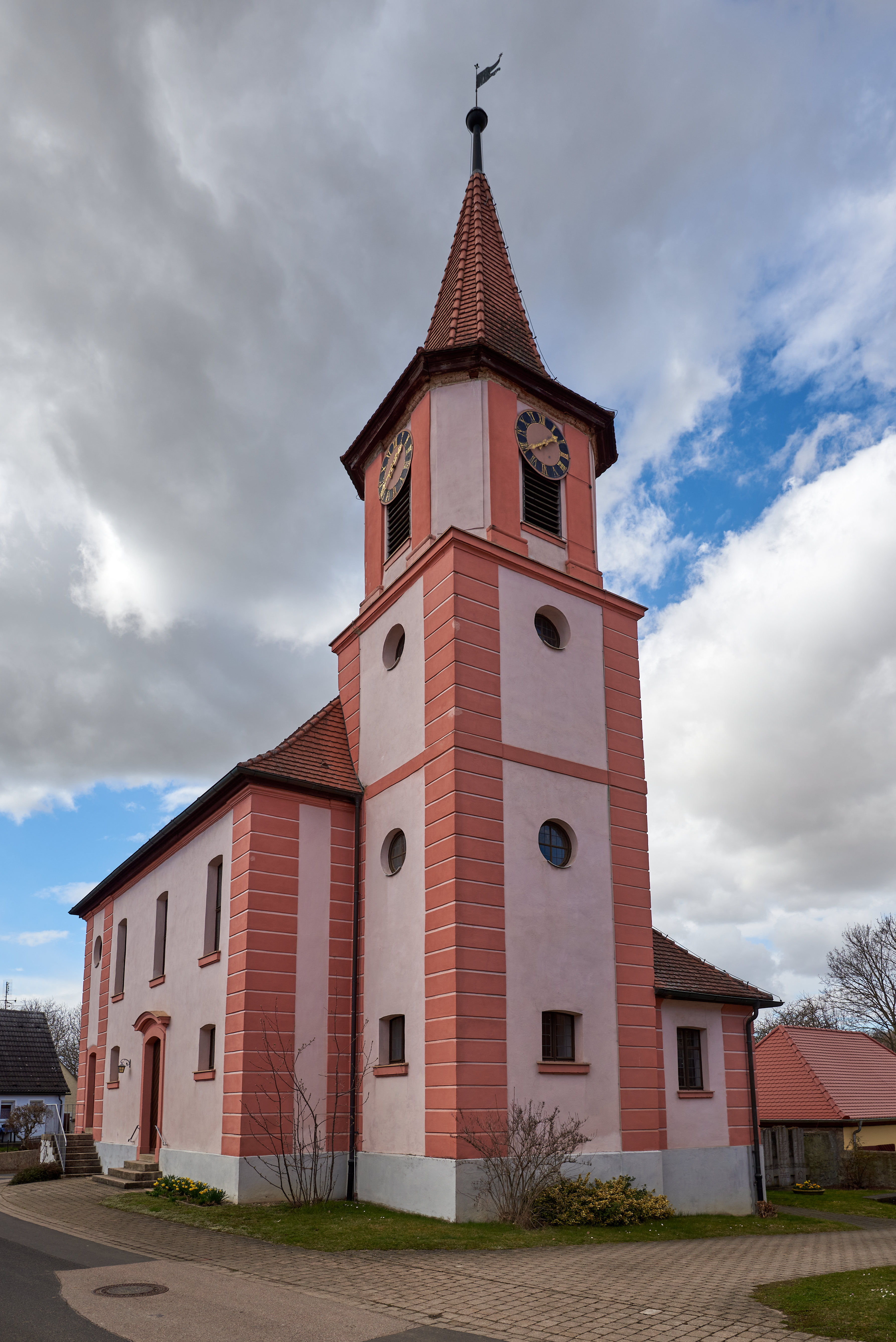
St. Georg in Hohlach

Die evangelische, denkmalgeschützte Filialkirche St. Georg steht in Hohlach, einem Gemeindeteil der Gemeinde Simmershofen im Landkreis Neustadt an der Aisch-Bad Windsheim (Mittelfranken, Bayern). Das Bauwerk ist unter der Denkmalnummer D-5-75-163-20 als Baudenkmal in der Bayerischen Denkmalliste eingetragen. Die Kirchengemeinde gehört zur Pfarrei Wallmersbach im Evangelisch-Lutherischen Dekanat Uffenheim im Kirchenkreis Ansbach-Würzburg der Evangelisch-Lutherischen Kirche in Bayern.

## Beschreibung
Der mittelalterliche Vorgängerbau, der auf den Überresten der Burg Hohlach der Grafen von Hohenlohe stand, wurde 1738 unter Beibehaltung der drei unteren Geschosse des viergeschossigen Chorturms auf quadratischem Grundriss abgetragen und 1739–40 die heutige Saalkirche aus verputzten Bruchsteinen nach einem Entwurf von Johann David Steingruber im Markgrafenstil errichtet. Der Putz des Außenbaus ist durch genutete Lisenen an den Ecken gegliedert. Das vierte Geschoss des Chorturms mit abgeschrägten Ecken beherbergt die Turmuhr und den Glockenstuhl. Der mit Emporen ausgestattete Innenraum des Langhauses ist mit einer Flachdecke überspannt. Die Kirchenausstattung stammt vom Anfang des 18. Jahrhunderts, die Wandmalereien sind in der Mitte des 18. Jahrhunderts entstanden.